# بالويوس

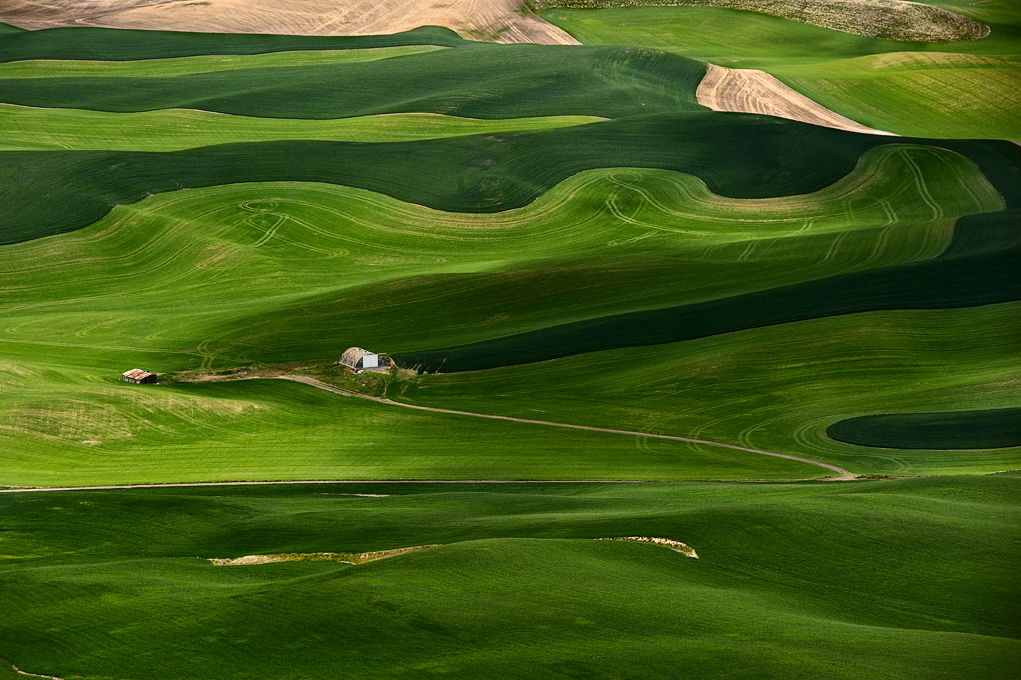
بالويوس

بالويوس (بالإنجليزية: palouse)‏ هي منطقة تقع شمال الولايات المتحدة الأمريكية منها أجزاء تقع جنوبي واشنطن وشمال مركز أداهو وهي منطقة زراعية غنية تحوي 3000 ميل مربع من الأراضي المنتجة للقمح والبقوليات هذه المنطقة مشهورة بالتلال الملتوية الجميلة وتحوي الكثبان الرملية الخضراء والأراضي الزراعية الخصبة وقد تم تشكيل هذه المنطقة منذ آلاف السنين أثناء العصر الجليدي فأرضها متعرجة تحوي الكثير من التلال والكثير من المطبات العشوائية المجوفة ويتراوح ميل هذه المطبات من 5 إلى 130 سنتيمتر بحيث تكون الأرض المستوية نادرة جداً كسى العشب الملون هذه الأرض قبل مجيء المستوطنين الاوربيين والبدء في زراعتها على عكس المناطق الأمريكية الشمالية الأخرى ولم تكن النار والرعي موجودين في هذه المنطقة من قبل ولكن عندما استوطنها الاوربيون في نهاية القرن التاسع عشر جلبوا لها النار والرعي وكان هذا له تأثيره الضخم على أنواع النباتات الآن معظم بالويوس مدن وأراضي زراعية وتبقى اقل من 1% من الغطاء النباتي الأصلي لبالويوس ولكن لا يزال تأثيره الساحر موجود على جانبي الطرق والغابات المفتوحة والصخور والتلال شديدة الانحدار.